# 小行星8805
小行星8805（英語：8805 Petrpetrov）是一颗围绕太阳公转的小行星。1981年10月22日，尼古拉·切爾尼赫在纳昂切尼奇发现了此天体。
这颗小行星的绝对星等为186.3317358776322等。